# Hylogomphus adelphus
Hylogomphus adelphus – gatunek ważki z rodziny gadziogłówkowatych (Gomphidae). Występuje w Ameryce Północnej – w południowej Kanadzie oraz północnych, północno-wschodnich i wschodnich USA.